# Lodewijk Thomson
Lodewijk Thomson właśc. Lodewijk Willem Johan Karel Thomson (ur. 11 czerwca 1869 w Voorschoten k. Hagi, zm. 15 czerwca 1914 w Durrësie) − oficer armii holenderskiej i polityk.

## Życiorys
Był synem lekarza marynarki wojennej Bernarda Heidenreicha Thomsona i Marii Wilhelminy (z d. van Meerdervoort). Po ukończeniu szkoły średniej w Rotterdamie, w 1883 razem z bratem podjął studia na Królewskiej Akademii Wojskowej w Bredzie. Specjalizował się w kartografii. Studia ukończył z wyróżnieniem, a w 1892 został awansowany na porucznika.
Jako młody oficer został skierowany do oddziałów kolonialnych, stacjonujących w Batawii (obecna Dżakarta w Indonezji). Za swoją pięcioletnią służbę w Indonezji został wyróżniony Orderem Lwa. Pogarszający się stan zdrowia przyspieszył jego powrót do kraju we wrześniu 1896.
22 grudnia 1899 wyjechał do Afryki Południowej, gdzie pracował jako attaché wojskowy w czasie wojen burskich. W tym czasie otrzymał awans na kapitana. W 1905 został urlopowany z armii i wystartował w wyborach do parlamentu, zdobywając mandat jako kandydat Unii Liberalnej w okręgu Leeuwarden. Po zakończeniu kadencji nie zdecydował się kandydować powtórnie, mimo dużych szans na zwycięstwo.
W 1912 otrzymał awans na majora. W listopadzie 1912 po raz pierwszy trafił do Albanii, jako przedstawiciel Holandii, reprezentował swój kraj jako attaché także w Czarnogórze i Serbii. Po powrocie do Holandii otrzymał przydział do 12 pułku piechoty. W 1913 mocarstwa europejskie skierowały do Holandii oficjalną prośbę, aby podjęła się zadania organizacji żandarmerii w powstałym niedawno państwie albańskim. Propozycję udziału w misji albańskiej przedstawił Thomsonowi jego przyjaciel, ówczesny minister wojny − Hendrikus Colijn. Do wyjazdu do Albanii wyznaczono 17 oficerów, na czele misji stanął dowódca 3 pułku artylerii polowej płk Willem de Veer. Stanowisko jego zastępcy otrzymał Lodewijk Thomson, który wkrótce otrzymał awans na podpułkownika. 10 listopada 1913 Thomson dotarł do Wlory.
Pierwsze miesiące pobytu w Albanii Thomson poświęcił szkoleniu oddziałów albańskich, a także przejmowaniu kontroli nad południową częścią kraju, do której pretensje zgłaszali Grecy. W maju 1914 w środkowej Albanii doszło do wybuchu powstania muzułmańskich chłopów, wrogich wobec rządów protestanckiego księcia Wilhelma von Wieda, kierowanego przez Haxhi Qamiliego. 18 maja buntownicy dotarli do Durrësu, które pełniło funkcję stolicy, ale zostali odparci przez oddziały rządowe, dowodzone przez Thomsona. Po raz kolejny buntownicy pojawili się na przedmieściach stolicy 15 czerwca 1914. Aby zabezpieczyć magazyny amunicyjne przed możliwością ich przejęcia przez buntowników Thomson na czele podległych mu oddziałów podjął próbę opanowania wzniesień wokół Rrashbull. Ciężko ranny w pierś, zmarł na rękach korespondenta „The Times”, Arthura Moore'a. Ciało Thomsona przewieziono do Holandii, 18 lipca 1914 został pochowany w Groningen. Pomnik Thomsona od 1914 stoi w Hadze, od 1919 w Groningen, popiersie znajduje się w Durrësie. Imieniem Thomsona nazwano jedną z ulic w Durrësie.
W życiu prywatnym był żonaty (żona Henrietta Lambertina Slotemaker, którą poślubił w 1893), miał dwie córki.